# Вранешты (Сынжерейский район)
Вранешты, Врэнешть (рум. Vrănești) — село в Сынжерейском районе Молдовы. Входит в состав города Сынжерей.

## География
Село расположено на высоте 125 метров над уровнем моря.

## Население
По данным переписи населения 2004 года, в селе Врэнешть проживает 697 человек (345 мужчин, 352 женщины).
Этнический состав села:
| Национальность | Число жителей | Процентный состав |
| -------------- | ------------- | ----------------- |
| молдаване      | 624           | 89,53             |
| украинцы       | 72            | 10,33             |
| прочие         | 1             | 0,14              |
| Всего          | 697           | 100 %             |